# Bob- und Skeleton-Europameisterschaften 2020
Die Bob- und Skeleton-Europameisterschaften 2020, offiziell BMW IBSF European Championship, fanden vom 14. bis 16. Februar 2020 im lettischen Sigulda auf der dortigen Bob- und Rodelbahn statt. Die Wettbewerbe im Zweierbob und im Skeleton waren sowohl bei den Männern, als auch bei den Frauen gleichzeitig das letzte von acht Weltcup-Saisonrennen. Im Viererbob der Männer wurde die Europameisterschaft bereits im Rahmen des dritten Weltcups in Winterberg am 4. Januar 2020 ausgetragen, da die Bahn in Sigulda nicht für die großen Bobs ausgelegt ist.

## Zweierbob Männer
Vor heimischen Publikum konnte Oskars Ķibermanis mit seinem Anschieber Matīss Miknis den ersten, vielumjubelten Europameistertitel für Lettland im Zweierbob gewinnen. Vizeeuropameister wurden die Schweizer Friedli und Jones, die beim Weltcuprennen einen Tag zuvor noch gestürzt waren. Christoph Hafer, der nach dem ersten Lauf nur vier Hundertstel hinter dem Silberrang lag, verpasste mit der sechstbesten Laufzeit im zweiten Lauf ein besseres Ergebnis und konnte sich knapp vor Lokalmatador Oskars Melbārdis Bronze sichern. Dieser war nach einer Verletzungspause erstmals wieder im Weltcup angetreten. In einer sehr emotionalen Zeremonie bekamen er und sein Team mit Arvis Vilkaste, Jānis Strenga und Daumants Dreiškens ihre Goldmedaille im Viererbob und Melbārdis zusammen mit Anschieber Daumants Dreiškens die Bronzemedaille im Zweierbob von den Olympischen Spielen in Sotschi 2014 vom IBSF überreicht. Diese Medaillen waren den Letten im März 2019 zuerkannt worden, nachdem die russischen Bobteams wegen Dopings disqualifiziert worden waren. Der dreifache Zweierbob-Europameister Francesco Friedrich hatte auf einen Start verzichtet, um sich auf die Weltmeisterschaft im heimischen Altenberg vorzubereiten.
| Rang | Bob                                                | Lauf 1  | Lauf 1 | Lauf 2  | Lauf 2 | Gesamt      |
| Rang | Bob                                                | Zeit    | Rang   | Zeit    | Rang   | Zeit        |
| ---- | -------------------------------------------------- | ------- | ------ | ------- | ------ | ----------- |
| 1    | LettlandOskars Ķibermanis Matīss Miknis            | 49,53 s | 1      | 49,65 s | 1      | 1:39,18 min |
| 2    | SchweizSimon Friedli Gregory Jones                 | 49,66 s | 2      | 49,88 s | 3      | 1:39,54 min |
| 3    | DeutschlandChristoph Hafer Christian Hammers       | 49,70 s | 3      | 50,00 s | 6      | 1:39,70 min |
| 4    | LettlandOskars Melbārdis Intars Dambis             | 49,88 s | 5      | 49,87 s | 2      | 1:39,75 min |
| 5    | FrankreichRomain Heinrich Dorian Hauterville       | 49,90 s | 6      | 49,92 s | 5      | 1:39,82 min |
| 6    | ÖsterreichBenjamin Maier Markus Sammer             | 49,74 s | 4      | 50,13 s | 8      | 1:39,87 min |
| 7    | RusslandRostislaw Gaitjukewitsch Michail Mordassow | 50,01 s | 10     | 49,90 s | 4      | 1:39,91 min |
| 8    | RusslandAlexei Stulnew Ilja Malych                 | 49,95 s | 8      | 50,01 s | 7      | 1:39,96 min |
| 9    | RumänienMihai Țentea Nicolae Ciprian Daroczi       | 49,93 s | 7      | 50,17 s | 11     | 1:40,10 min |
| 10   | GroßbritannienBrad Hall Luke Dawes                 | 49,96 s | 9      | 50,20 s | 13     | 1:40,16 min |
| 11   | SchweizMichael Vogt Michel Sandro                  | 50,09 s | 11     | 50,13 s | 8      | 1:40,22 min |
| 12   | NiederlandeIvo de Bruin Dennis Veenker             | 50,15 s | 12     | 50,17 s | 11     | 1:40,32 min |
| 13   | ÖsterreichMarkus Treichl Markus Glück              | 50,38 s | 14     | 50,13 s | 8      | 1:40,51 min |
| 14   | DeutschlandMaximilian Illmann Eric Strauss         | 50,28 s | 13     | 50,33 s | 14     | 1:40,61 min |
| 15   | ItalienMattia Variola Alessandro Fierro            | 55,96 s | 15     | 50,91 s | 15     | 1:46,87 min |

## Viererbob Männer
Bereits seinen vierten EM-Titel in Folge konnte Johannes Lochner in Winterberg feiern. Zwar lag der Berchtesgadener nach dem ersten Lauf nur auf dem zweiten Rang, doch mit Tagesbestzeit fuhr Lochner im zweiten Lauf noch an die Spitze. Der favorisierte Sachse Francesco Friedrich, bis dahin schon zweifacher Weltmeister im Viererbob, lag nach dem ersten Lauf mit 15 Zehnteln fast erwartungsgemäß vorn. Allerdings verlor er im zweiten Lauf 17 Zehntel auf Lochner und verlor damit um die Winzigkeit von zwei Hundertsteln den Kampf um den EM-Titel. Friedrich musste damit weiterhin auf seinen ersten EM-Titel im Viererbob warten. Das hervorragende deutsche Abschneiden komplettierte Nico Walther, der mit Bronze seine letzte internationale Medaille gewann.
| Rang | Bob                                                                                               | Lauf 1  | Lauf 1 | Lauf 2  | Lauf 2 | Gesamt      |
| Rang | Bob                                                                                               | Zeit    | Rang   | Zeit    | Rang   | Zeit        |
| ---- | ------------------------------------------------------------------------------------------------- | ------- | ------ | ------- | ------ | ----------- |
| 1    | DeutschlandJohannes Lochner Florian Bauer Christopher Weber Christian Rasp                        | 55,53 s | 2      | 55,01 s | 1      | 1:50,54 min |
| 2    | DeutschlandFrancesco Friedrich Candy Bauer Alexander Schüller Thorsten Margis                     | 55,38 s | 1      | 55,18 s | 3      | 1:50,56 min |
| 3    | DeutschlandNico Walther Paul Krenz Kevin Korona Eric Franke                                       | 55,58 s | 3      | 55,18 s | 3      | 1:50,76 min |
| 4    | RusslandAlexei Stulnew Roman Koschelew Ilja Malych Ruslan Samitow                                 | 55,59 s | 4      | 55,28 s | 5      | 1:50,87 min |
| 5    | LettlandOskars Ķibermanis Lauris Kaufmanis Arvis Vilkaste Matīss Miknis                           | 55,74 s | 5      | 55,16 s | 2      | 1:50,90 min |
| 6    | TschechienDominik Dvořák Dominik Suchý Jan Šindelář Jakub Nosek                                   | 55,83 s | 7      | 55,43 s | 8      | 1:51,26 min |
| 7    | RusslandRostislaw Gaitjukewitsch Andrei Kasanzew Wladislaw Scharowzew Egor Gryaznov               | 55,77 s | 6      | 55,51 s | 11     | 1:51,28 min |
| 8    | GroßbritannienBrad Hall Taylor Lawrence Luke Dawes Greg Cackett                                   | 55,95 s | 9      | 55,36 s | 6      | 1:51,31 min |
| 9    | SchweizMichael Vogt Silvio Weber Cyril Bieri Sandro Michel                                        | 55,92 s | 8      | 55,49 s | 10     | 1:51,41 min |
| 10   | FrankreichRomain Heinrich Alan Alais Dorian Hauterville Jerome Laporal                            | 56,04 s | 10     | 55,53 s | 13     | 1:51,57 min |
| 11   | GroßbritannienLamin Dee Oliver Butterworth Ben Simons Tremayne Gilling                            | 56,11 s | 12     | 55,48 s | 9      | 1:51,59 min |
| 12   | LettlandRalfs Bērziņš Edgars Nemme Dāvis Spriņģis Edgars Pirogs                                   | 56,13 s | 13     | 55,52 s | 12     | 1:51,65 min |
| 13   | NiederlandeIvo de Bruin Joost Dumas Dennis Veenker Janko Franjić                                  | 56,47 s | 15     | 55,54 s | 14     | 1:52,01 min |
| 14   | MonacoRudy Rinaldi Antoine Riou Thibault Demarthon Boris Vain                                     | 56,05 s | 11     | 56,10 s | 16     | 1:52,15 min |
| 15   | ItalienPatrick Baumgartner Costantino Ughi Alex Verginer Lorenzo Bilotti                          | 56,90 s | 1      | 55,40 s | 7      | 1:52,30 min |
| 16   | SchweizTimo Rohner Adrian Fässler Roger Leimgruber Maruan Giumma                                  | 56,38 s | 14     | 55,98 s | 15     | 1:52,36 min |
|      | RumänienMihai Țentea Raul Constantin Dobre Nicolae Nicolae Ciprian Daroczi Mihai Daniel Pacioianu | DNS     | DNS    | DNS     | DNS    | DNS         |

## Zweierbob Frauen
Nach enormer deutscher Dominanz bei den EM-Titeln holte überraschend Nadeschda Sergejewa mit ihrer Anschieberin Jelena Mamedowa erstmals den Europameistertitel für Russland. In einer sehr spannenden Entscheidung trennten im ersten Lauf Platz eins von Platz vier nur 0,07 Sekunden und die zweifache Europameisterin Mariama Jamanka lag zeitgleich mit der Rumänin Andreea Grecu auf Rang zwei. Erst im zweiten Lauf fiel Jamanka ab und musste sich mit dem undankbaren vierten Platz begnügen. Durch einen neuen Bahnrekord schockte Grecu im zweiten Lauf die Konkurrenz, allerdings fehlten ihr am Ende zwei Hundertstel zum Titel. Für die Rumänin war es dennoch ihre erste internationale Medaille. Stephanie Schneider konnte sich durch einen besseren zweiten Lauf noch Bronze sichern.
| Rang | Athletin                                      | Lauf 1  | Lauf 1 | Lauf 2  | Lauf 2 | Gesamt      |
| Rang | Athletin                                      | Zeit    | Rang   | Zeit    | Rang   | Zeit        |
| ---- | --------------------------------------------- | ------- | ------ | ------- | ------ | ----------- |
| 1    | RusslandNadeschda Sergejewa Jelena Mamedowa   | 50,99 s | 1      | 50,97 s | 2      | 1:41,96 min |
| 2    | RumänienAndreea Grecu Ioana Gheorghe          | 51,02 s | 2      | 50,96 s | 1      | 1:41,98 min |
| 3    | DeutschlandStephanie Schneider Lisette Thöne  | 51,06 s | 4      | 50,97 s | 2      | 1:42,03 min |
| 4    | DeutschlandMariama Jamanka Erline Nolte       | 51,02 s | 2      | 51,12 s | 4      | 1:42,14 min |
| 5    | ÖsterreichKatrin Beierl Jennifer Onasanya     | 51,38 s | 5      | 51,13 s | 5      | 1:42,51 min |
| 6    | RusslandAlena Ossipenko Julia Shokshueva      | 51,47 s | 6      | 51,33 s | 7      | 1:42,80 min |
| 7    | RusslandLjubow Tschernych Julija Belomestnych | 51,50 s | 7      | 51,33 s | 7      | 1:42,83 min |
| 8    | SchweizMartina Fontanive Nadja Pasternack     | 51,58 s | 10     | 51,29 s | 6      | 1:42,87 min |
| 9    | BelgienAn Vannieuwenhuyse Kelly van Petegem   | 51,51 s | 8      | 51,37 s | 9      | 1:42,88 min |
| 10   | DeutschlandAnna Köhler Tamara Seer            | 51,56 s | 9      | 51,43 s | 11     | 1:42,99 min |
| 11   | SchweizMelanie Hasler Irina Strebel           | 51,63 s | 11     | 51,40 s | 10     | 1:43,03 min |

## Skeleton Frauen
| Rang | Athletin           | Lauf 1  | Lauf 1 | Lauf 2  | Lauf 2 | Gesamt      |
| Rang | Athletin           | Zeit    | Rang   | Zeit    | Rang   | Zeit        |
| ---- | ------------------ | ------- | ------ | ------- | ------ | ----------- |
| 1    | Jelena Nikitina    | 51,85 s | 1      | 52,02 s | 3      | 1:43,87 min |
| 2    | Marina Gilardoni   | 52,36 s | 4      | 51,85 s | 1      | 1:44,21 min |
| 3    | Janine Flock       | 52,29 s | 2      | 52,02 s | 3      | 1:44,31 min |
| 4    | Julija Kanakina    | 52,45 s | 5      | 51,96 s | 2      | 1:44,41 min |
| 5    | Kim Meylemans      | 52,65 s | 8      | 52,07 s | 5      | 1:44,72 min |
| 6    | Renata Chusina     | 52,50 s | 6      | 52,32 s | 7      | 1:44,82 min |
| 7    | Sophia Griebel     | 52,61 s | 7      | 52,53 s | 10     | 1:45,14 min |
| 8    | Jacqueline Lölling | 52,71 s | 9      | 52,45 s | 8      | 1:45,16 min |

## Skeleton Männer
| Rang | Athlet              | Lauf 1  | Lauf 1 | Lauf 2  | Lauf 2 | Gesamt      |
| Rang | Athlet              | Zeit    | Rang   | Zeit    | Rang   | Zeit        |
| ---- | ------------------- | ------- | ------ | ------- | ------ | ----------- |
| 1    | Martins Dukurs      | 50,15 s | 1      | 49,94 s | 1      | 1:40,09 min |
| 2    | Tomass Dukurs       | 50,54 s | 2      | 50,36 s | 2      | 1:40,90 min |
| 3    | Felix Keisinger     | 50,80 s | 7      | 50,58 s | 3      | 1:41,38 min |
| 4    | Alexander Tretiakov | 50,55 s | 3      | 50,89 s | 6      | 1:41,44 min |
| 5    | Alexander Gassner   | 50,62 s | 4      | 50,93 s | 7      | 1:41,55 min |
| 6    | Nikita Tregubov     | 50,83 s | 8      | 50,76 s | 4      | 1:41,59 min |
| 7    | Marcus Wyatt        | 50,70 s | 5      | 50,99 s | 8      | 1:41,69 min |
| 8    | Jewgeni Rukossujew  | 50,73 s | 6      | 51,10 s | 9      | 1:41,83 min |
| 9    | Jerry Rice          | 51,47 s | 12     | 50,85 s | 5      | 1:42,32 min |
| 10   | Samuel Maier        | 51,13 s | 9      | 51,27 s | 13     | 1:42,40 min |

## Medaillenspiegel
| Platz | Nation      | Gold | Silber | Bronze |
| ----- | ----------- | ---- | ------ | ------ |
| 1     | Lettland    | 2    | 1      | —      |
| 2     | Russland    | 2    | —      | —      |
| 3     | Deutschland | 1    | 1      | 4      |
| 4     | Schweiz     | —    | 2      | —      |
| 5     | Rumänien    | —    | 1      | —      |
| 6     | Österreich  | —    | —      | 1      |